# Simó Pastor
Simó Pastor (?, segle xv) va ser un poeta català, del qual no se'n tenen referències bigràfiques.
Les obres que se'n conserven són les següents:
- una cançó amorosa, elogi elegant d'Isabel Suaris, amb nombroses referències a la mitologia
- un maldit adreçat a un home
- una composició farcida, Omne Rarum Preciosum, escrita en llatí i castellà